# Paco Vegara
Francisco Vegara Jiménez (Tarifa, Cádiz, 1962) es un expresentador de televisión y exactor español.

## Biografía
Estudió Filología Hispánica.
Formó parte del grupo de música folk "Almadraba", hasta su disolución
Inició su trayectoria televisiva en Canal Sur, en el programa Tal como somos (1993-1994), al que siguieron otros como Mójate (1995) o Rompecocos (1996), en TVE.
Ha sido el presentador de Quatro, un concurso emitido por La 2 de TVE desde 1997 hasta el año 2000.
También presentó La Otra, en Telemadrid.
Cambió de registro en el 2001 cuando, junto a Pilar Soto, presentó In fraganti en La 1 de TVE, un programa de cámara oculta en el que cada semana se ofrecían diferentes gags con el humor como principal ingrediente. También fue reportero de ¿Me lo dices o me lo cuentas? en la misma cadena.
A finales de ese mismo año, volvió a La 2 de TVE con un programa concurso cultural llamado A saco, en antena hasta el 2003.
En 2003 intervino en La isla de los famosos de Antena 3, cadena en la que también colaboró dentro del magazine Sabor a ti.
En 2004, actuó en la película Atún y chocolate de Pablo Carbonell, haciendo el papel de cura.
Tras retirarse de la escena publica, regresó a la docencia en el Colegio Público Rural de «Campiña de Tarifa», en la aldea de Tahivilla, (Cádiz).